# کنترل توجه

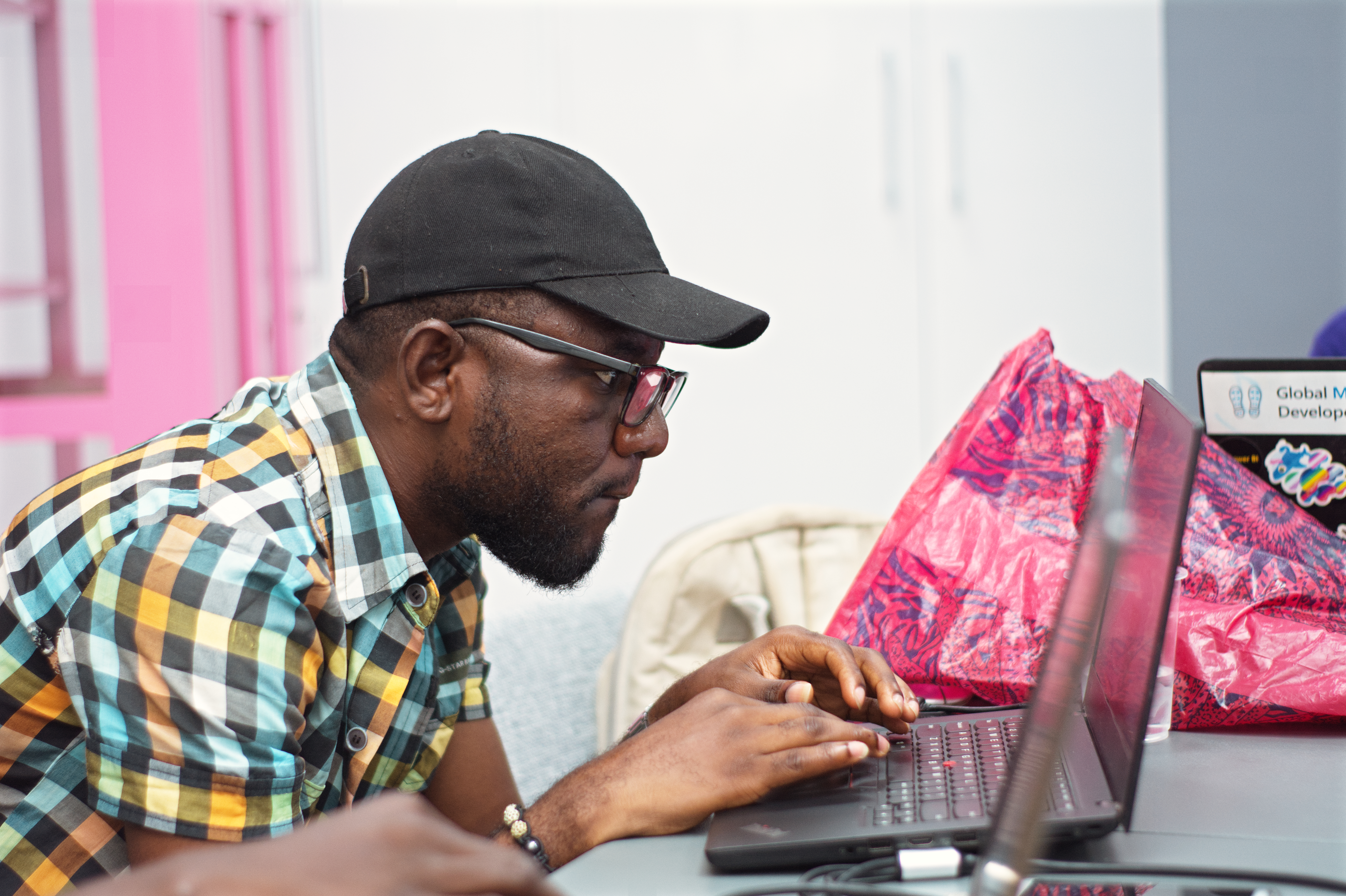
فردی در حال آنامش بر کار خود.

کنترل توجه (به انگلیسی Attentional Control) در روان‌شناسی حس و ادراک به توانایی و ظرفیت فرد برای این که برگزیند که به چه چیزی توجه کند و چه چیزی را نادیده انگارد گفته می‌شود. به‌طور کلی ، کنترل توجه به عنوان توانایی فرد در کنترل توجهٔ خود شناخته می‌شود. واپایی کنترل توجه اساسی از کارکرد شناختی است که پیامدهای چشمگیری برای یادگیری، اجرای وظایف و کارهای زندگی روزمره دارد.

## بنیان‌های عصب‌روان‌شناسی
پژوهش‌های عصب‌روان‌شناسی سه شبکهٔ اصلی وابسته به توجه بررسی می‌کنند:
هشدار: این شبکه مسئول حفظ آگاهی کلی و آمادگی برای پاسخ به محرکها است.
جهت‌گیری: این شبکه مربوط به هدایت محرک به اطلاعات احساسی ویژه است.
کنترل اجرایی: مدیریت تعارضات در توجه و تمرکز بر وظایف معطوف به هدف را بر عهده دارد.
تعامل میان شبکه‌های هشدار، جهت‌گیری و اجرایی نقشی حیاتی در چگونگی مدیریت اثر بخش توجه به‌دست افراد، ایفا می‌کند.